# Нов ден (кеч)
„Нов ден“ е кеч отбор, биещ се в WWE, включващ кечистите Големият И, Кофи Кингстън и Ксавиер Уудс.
Триото са двукратни Отборни шампиони на Първична сила и Отборни шампиони на Разбиване. По време на техните носения, Нов Ден защитават титлите под Правилата на Фрийбърдс, където всеки от тях се обявява като шампион.
Групата първоначално дебютира през юли 2014 в епизод на Първична сила, но направиха техния официален телевизионен дебют като Нов Ден през ноември 2014. Те спечелиха първите си отборни титли през 2015 на Екстремни правила, където Кофи Кингстън и Големият И определиха победата. Те станаха двукратни отборни шампиони, когато отново спечелиха титлите същата година на Лятно тръшване.
Първите месеци на формацията бяха белязани преобладаващите негативни реакции към техните персони от фенове и критици, обаче след като станаха злодеи през април 2015 те започнаха да получават признание за това, че са забавни, както и за техните изпълнения на ринга. През 2015, триото бяха взаимно обявени като „Суперзвезди на WWE на годината“ от Rolling Stone, докато станаха първото трио да спечели наградата на Pro Wrestling Illustrated за отбор на годината и също за най-добър образ на годината от Wrestling Observer Newsletter.

## В кеча
- Отборни финални ходове
  - Midnight Hour (Големият Завършек (Големият И) и Де Де Те (Кингстън или Уудс) комбинация)[7]
  - Pendulum backbreaker (И, Кингстън или Уудс)/diving double foot stomp (Кингстън или Уудс) комбинация[8][9][10][11][12]
- Двойно отборни и тройно отборни хватки
  - Unicorn Stampede (Многократни ритници на седнал опонент в ъгъла на ринга),[13][14][15][16] често последвано от Irish whip-assisted corner dropkick[17][18]
- Финални ходове на Големия И
  - Големият Завършек[19] (Over the shoulder cutter)[20][21]
  - Бягащо цамбурване – също използван като ключов ход
- Финални ходове на Кингстън
  - Беда в рая[22] (Jumping corkscrew roundhouse kick)
  - SOS (Ranhei)[23] – използван като ключов ход
- Финални ходове на Уудс
  - Lost in the Woods[19] (Inverted stomp facebreaker)[24]
  - Shining Wizard[25]
- Прякори
  - „Еднорозите“[26][27]
- Входни песни
  - New Day, New Way на Джим Джонстън[28] (28 новмври 2014 – )

## Шампионски титли и отличия
- Pro Wrestling Illustrated
  - Отбор на годината (2015)
- Rolling Stone
  - Обновяване на годината (2015)[29]
  - Кечисти на WWE на годината (2015)[29]
- Wrestling Observer Newsletter
  - Най-добър образ на годината (2015)[30]
- Световна Федерация по кеч
  - Шампион на Федерацията (1 път, настоящ) – Кофи Кингстън
  - Отборни шампиони на Първична сила

(2 пъти)
- - Отборни шампиони на Разбиване (4 пъти)

1Големият И, Кофи Кингстън и Ксаиер Уудс защитаат титлите под Правилата на Фрийбърдс.